# Löffelhorn
Löffelhorn – szczyt w Alpach Berneńskich, części Alp Zachodnich. Leży w Szwajcarii w kantonach Valais i Berno. Należy do głównego łańcucha Alp Berneńskich. Można go zdobyć ze schroniska Galmihornhütte (2113 m) lub Oberaarjochhütte (3258 m).